# آهوچه شکم‌سفید
آهوچه شکم‌سفید (نام علمی: Cephalophus leucogaster) نام یک گونه از زیرخانواده غزالک است.